# Film peplum

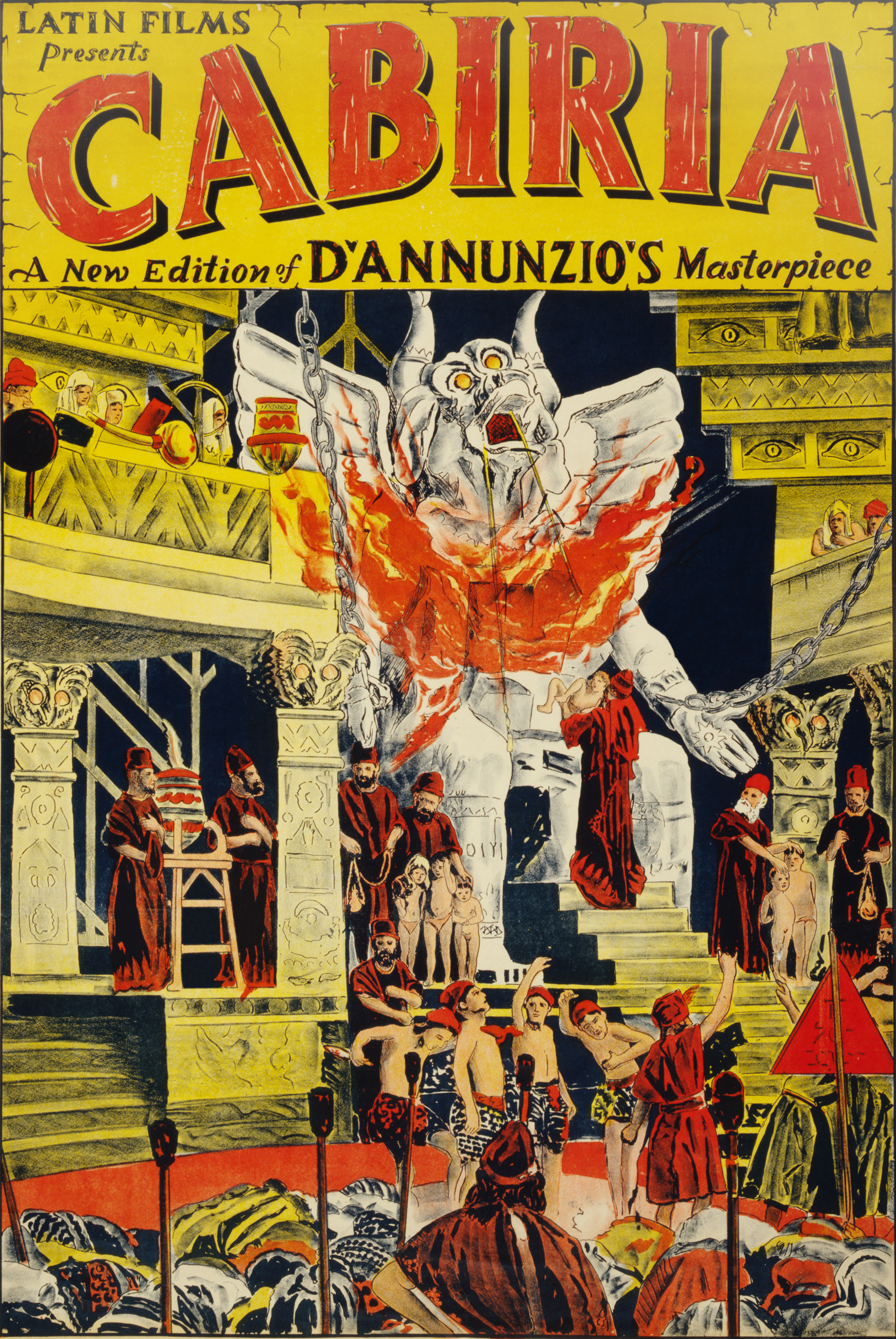
Cabiria din 1914 este unul dintre primele filme ale genului

Filmul peplum (pepla la plural) sau mai larg cunoscut ca film de sandale (în engleză sword-and-sandal) este un gen de filme istorice sau epice biblice care a dominat cinematografia italiană în perioada 1950 - 1965. Din 1965 a fost înlocuit cu un alt (sub)-gen de filme și anume western spaghetti. Filmele pepla au încercat să imite epopeele istorice cu buget mare de la Hollywood din aceea perioadă, cum ar fi Spartacus, Samson și Dalila și Cele Zece Porunci.
Termenii "peplum" (cu referire la togile sau robele pe care vechii romani le purtau) și "sandale și spadă" au fost folosite într-un mod condescendent de către criticii de film. Regizorul italian Vittorio Cottafavi a denumit acest gen de filme ca "Neo-Mitologie".
Cuvântul latin péplum  a fost împrumutat din grecescul πέπλος, péplos, cu sensul de tunică.

## Seria de filme mute cuMaciste(1914–1927)
Filmul mut italian din 1914 Cabiria a fost unul dintre primele filme de sabie-și-sandale în care a apărut un personaj foarte musculos, numit Maciste (interpretat de actorul Bartolomeo Pagano), dar având în acest film doar rolul partenerului servil și loial eroului principal. Cu toate acestea, Maciste a devenit personajul de film favorit al publicului și Pagano a apărut în numeroase filme din 1914 până 1926. Toate aceste filme au avut în rolul principal pe eroul  Maciste dar acțiunea filmelor are loc în perioade diferite de timp și în locuri geografice diferite. În continuare este o listă completă a filmelor mute cu Maciste în ordine cronologică:

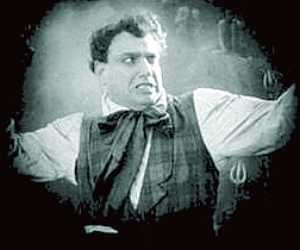
Bartolomeo Pagano ca Maciste în filmul Maciste all'inferno (Maciste în Iad) din 1926.

- Cabiria (1914),  a introdus personajul Maciste
- Maciste (1915) a.k.a. "The Marvelous Maciste"
- Maciste bersagliere ("Maciste the Ranger", 1916)
- Maciste alpino  ("Maciste The Warrior", 1916)
- Maciste atleta  ("Maciste the Athlete", 1917)
- Maciste medium  ("Maciste the Clairvoyant", 1917)
- Maciste poliziotto ("Maciste the Detective", 1917)
- Maciste turista ("Maciste the Tourist", 1917)
- Maciste sonnambulo ("Maciste the Sleepwalker", 1918)
- La Rivincita di Maciste ("The Revenge of Maciste", 1919)
- Il Testamento di Maciste ("Maciste's Will", 1919)
- Il Viaggio di Maciste ("Maciste's Journey", 1919)
- Maciste I ("Maciste the First", 1919)
- Maciste contro la morte ("Maciste vs Death", 1919)
- Maciste innamorato ("Maciste in Love", 1919)
- Maciste in vacanza ("Maciste on Vacation", 1920)
- Maciste salvato dalle acque ("Maciste, Rescued from the Waters", 1920)
- Maciste e la figlia del re della plata ("Maciste and the Silver King's Daughter", 1922)
- Maciste und die Japanerin ("Maciste and the Japanese", 1922)
- Maciste contro Maciste ("Maciste vs Maciste", 1923)
- Maciste und die chinesische truhe ("Maciste and the Chinese Trunk", 1923)
- Maciste e il nipote di America ("Maciste's American Nephew", 1924)
- Maciste imperatore ("Emperor Maciste", 1924)
- Maciste contro lo sceicco ("Maciste vs the Sheik", 1925)
- Maciste all'inferno ("Maciste in Hell", 1926)
- Maciste nella gabbia dei leoni ("Maciste in the Lions' Den", 1926)
- il Gigante delle Dolemite ("The Giant From the Dolomite", 1927)

În această perioadă au apărut și filme cu un alt erou, Ursus, interpretat de Bruto Castellani și inspirat de romanul Quo vadis de Henryk Sienkiewicz:
- Kri Kri e il 'Quo vadis?'  (film scurt) (1912)
- Quo Vadis?  (1913)
- Il toro selvaggio  (1919)
- Ursus (1922)
- Quo Vadis?  (1925)

Prima epocă de aur a filmului peplum italian se încheie la mijlocul anilor 1920, odată cu venirea la putere a lui Benito Mussolini. Dar genul a fost preluat în continuare de americani.

## Seria de filme cuHercule(1957–1965)

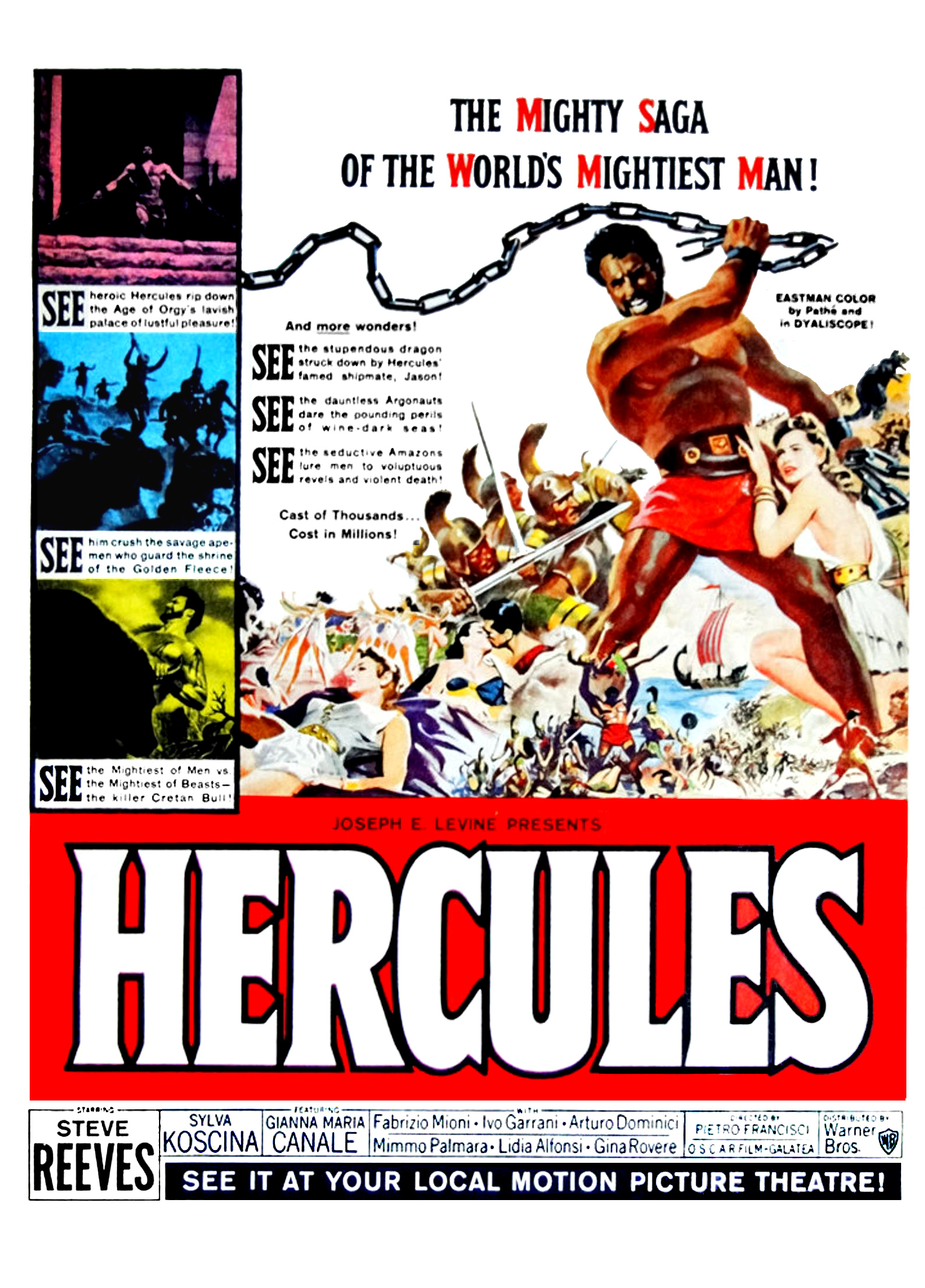
Reclamă dintr-o revistă la filmul Hercules din 1958

O serie de 19 filme cu Hercule au fost făcute în Italia la sfârșitul anilor '50 și începutul anilor '60. Filmele au fost toate continuări ale filmului peplum de succes cu Steve Reeves, "Le fatiche di Ercole" (1957), iar fiecare film a fost o poveste de sine stătătoare fără legătură cu celelalte. Actorii care au jucat rolul lui Hercule în aceste filme au fost Steve Reeves, Gordon Scott, Kirk Morris, Mickey Hargitay, Mark Forest, Alan Steel, Dan Vadis, Brad Harris, Reg Park, Peter Lupus (menționat ca Rock Stevens) și Michael Lane. Filmele sunt prezentate mai jos cu titlurile cu care au fost lansate în SUA, iar titlurile din paranteze sunt titlurile lor originale italiene cu o traducere aproximativă. Anii prezentați reprezintă premierele cinematografice în Italia. 
- Hercule (Le fatiche di Ercole/ Muncile lui Hercules, 1957) cu Steve Reeves
- Hercules Unchained (Ercole e la regina di Lidia/ Hercule și Regina din Lidia, 1959) cu Steve Reeves
- Goliath and the Dragon (La vendetta di Ercole/ Răzbunarea lui Hercule, 1960) (acestui film cu Hercule i s-a schimbat titlul în  Goliat  atunci când a fost distribuit în SUA)
- Hercules Vs The Hydra (Gli amori di Ercole/ Iubirile lui Hercule, 1960) cu Mickey Hargitay & Jayne Mansfield
- Hercules and the Captive Women (Ercole alla conquista di Atlantide / Hercule cucerește Atlantida, 1961) cu Reg Park (titlu alternativ în SUA: Hercules and the Haunted Women)
- Hercules in the Haunted World (Ercole al centro della terra / Hercule în centrul Pământului) 1961 (regizat de Mario Bava) cu Reg Park
- Hercules in the Vale of Woe (Maciste contro Ercole nella valle dei guai / Maciste vs Hercules in the Vale of Woe) cu Frank Gordon ca Hercule, 1961
- Ulysses vs The Son of Hercules (Ulisse contro Ercole / Ulysses vs Hercules) cu Mike Lane, 1962
- The Fury of Hercules (La furia di Ercole / The Fury of Hercules) starring Brad Harris, 1962  (titlu alternativ în SUA: The Fury of Samson)
- Hercules, Samson and Ulysses (Ercole sfida Sansone / Hercules Challenges Samson) cu Kirk Morris, 1963
- Hercules vs Moloch (Ercole contro Molock / Hercules vs Molock)  cu Gordon Scott, 1963 (a.k.a. The Conquest of Mycenae)
- Son of Hercules in the Land of Darkness (Ercole l'invincibile / Hercules the Invincible) cu Dan Vadis, 1964. Acest film original cu Hercule a fost redenumit ca "Son of Hercules" (Fiii lui Hercule) pentru a fi inclus în seria de filme The Sons of Hercules" (Fiii lui Hercule).
- Hercules vs The Giant Warrior (il trionfo di Ercole / The Triumph of Hercules) cu Dan Vadis, 1964  (titlu alternativ în SUA: Hercules and the Ten Avengers)
- Hercules Against Rome (Ercole contro Roma / Hercules vs Rome) cu Alan Steel, 1964
- Hercules Against the Sons of the Sun (Ercole contro i figli del sole / Hercules vs the Sons of the Sun) cu Mark Forest, 1964
- Hercules and the Tyrants of Babylon (Ercole contro i tiranni di Babilonia / Hercules vs the Tyrants of Babylon) cu Rock Stevens,  1964
- Samson and His Mighty Challenge (Ercole, Sansone, Maciste e Ursus: gli invincibili / Hercules, Samson, Maciste and Ursus: The Invincibles) cu Alan Steel ca Hercule, 1964  (a.k.a. Combate dei Gigantes ori Le Grand Defi)
- Hercules and the Princess of Troy (fără titlu în italiană) cu Gordon Scott, 1965 (a.k.a. Hercules vs the Sea Monster)
- Hercules, the Avenger (Sfida dei giganti / Challenge of the Giants) cu Reg Park, 1965
- Hercules Against the Moon Men, Hercules Against the Barbarians,  Hercules Against the Mongols și Hercules of the Desert au fost inițial filme cu Maciste. (Vedeți secțiunea "Maciste" de mai jos)
- Hercules and the Black Pirate și Hercules and the Treasure of the Incas  au fost ambele redenumite ca filme cu Samson. (Vedeți secțiunea "Samson" de mai jos)
- Hercules, Prisoner of Evil a fost de fapt un film cu eroul Ursus care a fost redenumit.
- Hercules and the Masked Rider a fost de fapt un film cu Goliat care a fost redenumit.

Nici unul dintre aceste filme, în versiunile lor originale italiene nu au implicat personajul Hercule în nici un fel. De asemenea, multe dintre filmele Fiii lui Hercule prezentate la televiziunea americană în anii 1960 nu au avut nimic de-a face cu Hercule în filmele originale italiene.

## Seria de filme cuMaciste(1960–1965)
Au fost realizate în total 25 de filme cu Maciste în anii 1960 (în afară de filmele mute cu Maciste realizate în Italia înainte de 1930). În 1960, datorită succesului la box-office al celor două filme cu Steve Reeves ca Hercule, producătorii italieni au decis să reînvie personajul anilor 1920 din filmele mute cu Maciste într-o nouă serie de filme color și cu sunet. Spre deosebire de alți protagoniști peplum ai filmelor italiene, Maciste a apărut în numeroase perioade de timp, unele scenarii având loc în Epoca Glaciară sau în Scoția secolului al XVI-lea. Despre Maciste nu s-a precizat niciodată care este  originea sa sau care este sursa puterilor sale nemaipomenite. Cu toate acestea, în primul film din seria anilor 1960, se precizează despre un alt personaj că numele "Maciste" înseamnă "născut din stâncă" (asemănător unui zeu care apare ca din pământ atunci când este nevoie de ajutorul lui). În aceeași idee, unul dintre filmele mute din anii 1920  a fost intitulat "Gigantul din Dolomit", sugerând că Maciste poate fi mai mult zeu decât om, lucru ce ar explica puterea sa mare. 

În lista de mai jos primul titlu enumerat pentru fiecare film este denumirea originală, titlul italian al filmului împreună cu traducerea sa aproximativă, în timp ce titlul cu care a fost lansat în SUA urmează în paranteze cu caractere aldine. (A se observa de câte ori numele Maciste din titlul original italian a fost modificat cu un nume cu totul diferit în titlul american) :
- Maciste nella valle dei re / Maciste în valea regilor (Son of Samson, 1960) a.k.a. Maciste the Mighty, în rolul principal: Mark Forest
- Maciste contro i cacciatori di teste / Maciste împotriva vânătorilor de capete (Colossus and the Headhunters, 1960) în rolul principal: Kirk Morris
- Maciste nella terra dei ciclopi / Maciste în țara ciclopilor (Atlas in the Land of the Cyclops, 1961) în rolul principal: Gordon Mitchell
- Maciste alla corte del gran khan / Maciste la Curtea Marelui Han (Samson and the Seven Miracles of the World, 1961) în rolul principal: Gordon Scott
- Maciste contro il vampiro / Maciste împotriva vampirilor (Goliath and the Vampires, 1961) în rolul principal: Gordon Scott
- Maciste, l'uomo più forte del mondo / Maciste, cel mai puternic om din lume (Mole Men vs the Son of Hercules, 1962) în rolul principal: Mark Forest
- Maciste contro Ercole nella valle dei guai / Maciste împotriva lui Hercule în Valea Necazurilor (Hercules in the Vale of Woe, 1962) în rolul principal: Kirk Morris ca Maciste
- Maciste all'inferno / Maciste în iad (The Witch's Curse, 1962) în rolul principal: Kirk Morris
- Il trionfo di Maciste / Triumful lui Maciste (Triumph of the Son of Hercules, 1962) în rolul principal: Kirk Morris
- Maciste contro i mostri / Maciste împotriva monștrilor (Fire Monsters Against the Son of Hercules, 1962) în rolul principal: Reg Lewis
- Totò contro Maciste / Totò împotriva lui Maciste (Fără titlu american, 1962) în rolul principal: Samson Burke; acest film este o comedie care satirizează genul peplum (este parte a seriei de filme italiene cu "Toto"). Acest film nu a fost niciodată distribuit în SUA și, probabil, este indisponibil în limba engleză
- Maciste, il gladiatore piu forte del mondo / Maciste , cel mai puternic gladiator din lume  (Colossus of the Arena, 1962) în rolul principal: Mark Forest
- Maciste contro lo sceicco / Maciste împotriva șeicului (Samson Against the Sheik, 1962) în rolul principal: Ed Fury
- Maciste, l'eroe piu grande del mondo / Maciste, cel mai mare erou din lume (Goliath and the Sins of Babylon, 1963) în rolul principal:: Mark Forest
- Zorro contro Maciste / Zorro contra Maciste (Samson and the Slave Queen, 1963) în rolul principal: Alan Steel
- Maciste e la regina de Samar / Maciste și Regina Samar-ului (Hercules Against the Moon Men, 1964) în rolul principal: Alan Steel
- Maciste nelle miniere de re salomone / Maciste în minele regelui Solomon (Samson in King Solomon's Mines, 1964) în rolul principal: Reg Park
- Maciste alla corte dello zar / Maciste la curtea țarului (Atlas Against The Czar, 1964) în rolul principal: Kirk Morris (a.k.a. Samson vs the Giant King)
- Maciste, gladiatore di sparta / Maciste, gladiator al Spartei (Terror of Rome Against the Son of Hercules, 1964) în rolul principal: Mark Forest
- Maciste contro i mongoli / Maciste împotriva mongolilor (Hercules Against the Mongols, 1964) în rolul principal:: Mark Forest
- Maciste nell'inferno di Gengis Khan / Maciste în iadul lui Ginghis Han (Hercules Against the Barbarians, 1964) în rolul principal:: Mark Forest
- La valle dell'eco tonante / Valea ecoului răsunător (Hercules of the Desert, 1964)  în rolul principal: Kirk Morris,  a.k.a. Desert Raiders,  a.k.a. în Franța ca Maciste și femeia din vale
- Ercole, Sansone, Maciste e Ursus: gli invincibili / Hercule, Samson, Maciste și Ursus : Invincibilii (Samson and His Mighty Challenge, 1965) în rolul principal: Renato Rossini ca Maciste (aka Combate dei Gigantes ori Le Grand Defi)
- Gli invicibili fratelli Maciste / Invincibilii Frați Maciste (The Invincible Brothers Maciste, 1965) în rolul principal: Richard Lloyd ca Maciste
- Maciste il Vendicatore dei Mayas / Maciste, răzbunătorul maiașilor (fără titlu american, 1965) (* Notă: Acest film cu Maciste a fost realizat aproape în întregime din imagini de arhivă din 2 filme mai vechi din seria Maciste, și anume Maciste contro i mostri și Maciste contro i cacciatori di teste, astfel încât Maciste este interpretat când de Kirk Morris când de Reg Lewis în diferite scene. Acest film este foarte rar deoarece  nu a fost distribuit în SUA și nu este disponibil în limba engleză).

În 1973, regizorul spaniol de filme idol Jesus Franco a regizat două filme cu buget redus "Maciste" pentru producători francezi: Maciste contre la Reine des Amazones (Maciste vs. Regina Amazoanelor, Maciste vs the Queen of the Amazons) și Les exploits érotiques de Maciste dans l'Atlantide (Exploatările erotice ale lui Maciste în Atlantida, The Erotic Exploits of Maciste in Atlantis). Filmele au avut distribuții aproape identice, ambele cu Val Davis ca Maciste, și par să fi fost filmate în același timp. Primul a fost distribuit în Italia ca un film cu "Karzan" (imitație a numelui Tarzan), în timp ce al doilea a fost lansat doar în Franța ca Les Gloutonnes. Aceste două filme nu au nicio  legătură cu seria italiană cu Maciste din anii 1960.

## Seria de filme cuUrsus(1961–1964)
Ursus era un personaj supraomenesc din epoca romană veche, care a fost folosit ca protagonist într-o serie de filme de aventură italiene realizate la începutul anilor 1960.
După ce a început „nebunia” filmelor cu "Hercule" în 1959, realizatorii de film italieni au căutat alte personaje de musculoși care să fie similare cu Hercule, rezultând astfel seria de nouă filme cu Ursus de mai jos. Ursus a fost menționat ca fiind unul dintre "Fiii lui Hercule" atunci când două dintre aceste filme au fost dublate în limba engleză, deși în filmele italiene originale Ursus nu avea nicio legătură cu Hercule. În versiunea în limba engleză a unui film cu Ursus (redenumit ca Hercules, Prisoner of Evil, Hercule, prizonier al răului), Ursus a fost numit pe parcursul întregului film ca "Hercule" . 

Au fost realizate în total 9 filme italiene în care Ursus este personajul principal, enumerate mai jos după cum urmează: titlul italian original și traducerea aproximativă a titlului italian (iar în paranteze titlu american cu care a fost lansat filmul în SUA).
- Ursus / Ursus (Ursus, Son of Hercules, 1961) a.k.a. "Mighty Ursus", în rolul principal: Ed Fury
- La Vendetta di Ursus / Răzbunarea lui Ursus  (The Revenge of Ursus, 1961) în rolul principal: Samson Burke
- Ursus Nella Valle dei Leoni / Ursus în valea leilor  (Valley of the Lions, 1961) în rolul principal: Ed Fury
- Ursus e la Ragazza Tartara / Ursus și fata tătară   (Ursus and the Tartar Princess, 1962) a.k.a. "The Tartar Invasion", în rolul principal: Joe Robinson
- Ursus Nella Terra di Fuoco / Ursus în Țara de Foc   (Son of Hercules in the Land of Fire, 1963) în rolul principal: Ed Fury
- Ursus il Gladiatore Rebelle / Ursus Gladiatorul Rebel  (Rebel Gladiators, 1963) în rolul principal: Dan Vadis
- Ursus il Terrore dei Kirghisi / Ursus, teroarea kirghizilor (Hercules, Prisoner of Evil, 1964) în rolul principal: Reg Park
- Ercole, Sansone, Maciste e Ursus: Gli Invincibili/ Hercule, Samson, Maciste și Ursus : Invincibilii  (Samson and His Mighty Challenge, 1964) în rolul principal: Yan Larvor ca Ursus (a.k.a. "Combate dei Gigantes" ori "Le Grand Defi")
- Gli Invincibili Tre / Trei Invincibili  (Three Avengers, 1964) în rolul principal: Alan Steel ca Ursus

## Seria de filme cuSamson(1961–1964)
Un personaj numit Sansone (Samson) a apărut într-o serie de 5 filme italiene de sabie-și-sandale din anii 1960. Acestea au fost inspirate de relansarea în 1959 a filmului epic cu Victor Mature "Samson și Dalila" (1949). Personajul a fost similar cu Samson cel biblic (ebraică: שִׁמְשׁוֹן) doar în al treilea și al cincilea film, în celelalte trei el fiind doar un om foarte puternic fără a avea legătură cu personajul biblic.
Filmele sunt enumerate mai jos după cum urmează: titlul original în italiană / traducerea aproximativă (iar în paranteze titlul sub care a fost lansat în SUA).
- Sansone / Samson (Samson) 1961,  în rolul principal: Brad Harris
- Sansone contro i pirati / Samson contra Piraților (Samson and the Sea Beast) 1963, în rolul principal: Kirk Morris
- Ercole sfida Sansone / Hercule îl provoacă pe Samson (Hercules, Samson and Ulysses) 1963, în rolul principal: Richard Lloyd
- Sansone contro il corsaro nero / Samson contra Piratului Negru (Hercules and the Black Pirate) 1963, în rolul principal: Alan Steel
- Ercole, Sansone, Maciste e Ursus gli invincibili / Hercule, Samson, Maciste și Ursus: Invincibilii (Samson and the Mighty Challenge) 1965, în rolul principal: Nadir Baltimore ca Samson (a.k.a. Samson and His Mighty Challenge, Combate dei Gigantes ori Le Grand Defi)

Numele Samson a mai fost folosit în titlurile americane a altor șase filme italiene atunci când acestea au fost dublate în limba engleză pentru a fi distribuite în SUA. Aceste filme prezintă de fapt aventurile faimosului erou popular italian Maciste. Samson Against the Sheik (1962), Son of Samson (1960), Samson and the Slave Queen (1963), Samson and the Seven Miracles of the World (1961), Samson Vs. The Giant King (1964) și Samson in King Solomon's Mines (1964) au fost toate filme din seria Maciste care au fost redenumite deoarece distribuitorii americani au considerat că numele Maciste nu este suficient de comerciabil în rândul cinefililor americani.
De asemena Samson and the Treasure of the Incas (Samson și comoara incașilor) (a.k.a. Hercules and the Treasure of the Incas) (1965) pare a fi titlul unui film peplum, cu toate acestea aparține genului western spaghetti.

## Seria de filmeFiii lui Hercule(1961–1964)
The Sons of Hercules (Fiii lui Hercule) a fost o emisiune TV Embassy Pictures care a fost distribuită la televiziunea americană în anii 1960. Seria conține 14 filme italiene peplum cărora li s-a adăugat o temă comună la început și sfârșit (narațiune și coloană sonoră).

## Alte filme italiene pepla
- 1954 Teodora (Teodora, imperatrice di Bisanzio), regia Riccardo Freda
- Adventurer of Tortuga,  The (1964) cu Guy Madison
- Adventures of Mandrin, The (1960) a.k.a. Captain Adventure
- Adventures of Scaramouche, The (1963) a.k.a. The Mask of Scaramouche, Gianna Maria Canale
- Alexander The Great (1956) SUA film with music score by Mario Nascimbene
- Ali Baba and the Sacred Crown (1962) a.k.a. The Seven Tasks of Ali Baba, cu Richard Lloyd
- Ali Baba and the Seven Saracens (1963) a.k.a. Sinbad Vs. The Seven Saracens, cu Gordon Mitchell
- Alone Against Rome (1962) a.k.a. Vengeance of the Gladiators
- Amazons of Rome (1961) a.k.a. Virgins of Rome, The
- Anthar, The Invincible (1964) a.k.a. Devil of the Desert Against the Son of Hercules, cu Kirk Morris, regizat de Antonio Margheriti
- Antigone (1961) a.k.a. Rites for the Dead, a Greek production
- Atlas (1961) a.k.a. Atlas, the Winner of Athena, directed in Greece by Roger Corman
- Attack of the Moors (1959) a.k.a. The Kings of France
- Attack of the Normans (1962) a.k.a. The Normans, Cameron Mitchell
- Attila (1954) regizat de Pietro Francisci, Anthony Quinn, Sophia Loren
- Avenger of the Seven Seas (1961) a.k.a. Executioner of the Seas,  Richard Harrison
- Avenger of Venice, The (1963) regizat de Riccardo Freda, cu Brett Halsey
- Bacchantes, The (1961)
- Balboa, Conquistador of the Pacific (1964) Frank Latimore
- Barabbas (1961) Dino deLaurentiis, Anthony Quinn, filmat în Italia
- Battle of the Amazons (1973) a.k.a. Amazons: Women of Love and War, a.k.a. Beauty of the Barbarian (regizat de Alfonso Brescia)
- Behind the Mask of Zorro (1966) a.k.a. The Oath of Zorro, Tony Russel
- Bible, The (1966) (a.k.a. La Bibbia), Dino de Laurentiis, Ennio Morricone music, filmat în Italia
- Black Archer, The (1959)
- Black Devil, The (1957) Gerard Landry
- Black Duke, The (1963) Cameron Mitchell
- Black Lancers, The (1962) a.k.a. Charge of the Black Lancers,  Mel Ferrer
- Brennus, Enemy of Rome (1964) a.k.a. Battle of the Valiant, Gordon Mitchell
- Burning of Rome, The (1963) a.k.a. The Magnificent Adventurer, Brett Halsey
- Caesar Against the Pirates (1962) Gordon Mitchell
- Caesar, the Conquerer (1963) Cameron Mitchell, Rik Battaglia
- Captain Falcon (1958) Lex Barker
- Captain from Toledo, The (1966)
- Captain of Iron, The (1961) a.k.a. Revenge of the Mercenaries, Barbara Steele
- Captain Phantom (1953)
- Captains of Adventure (1961) cu Paul Muller, Gerard Landry
- Caribbean Hawk, The (1963) Yvonne Monlaur
- Carthage in Flames (1960)
- Castillian, The (1963) Cesare Romero
- Catherine of Russia (1963) regizat de Umberto Lenzi
- Cavalier In the Devil’s Castle (1959)
- Centurion, The (1962) a.k.a. The Conqueror of Corinth
- Challenge of the Gladiator (1965) Peter Lupus
- Cleopatra's Daughter (1960) a.k.a. The Tomb of the Kings,  Debra Paget
- Colossus and the Amazon Queen (1960), Ed Fury and Rod Taylor
- Colossus of Rhodes, The (1960) regizat de Sergio Leone
- Conqueror of Atlantis (1965) a.k.a. The Kingdom in the Sand, Kirk Morris (SUA dubbed version calls the hero "Hercules")
- Conqueror of Maracaibo, The (1961)
- Conqueror of the Orient (1961) cu Rik Battaglia
- Constantine and the Cross (1960) a.k.a. Constantine the Great, cu Cornel Wilde
- Coriolanus: Hero without a Country (1963) Gordon Scott
- Cossacks, The (1959) Edmund Purdom
- Count of Monte Cristo, The (1962) Louis Jourdan
- Damon and Pythias (1962) a.k.a. The Tyrant of Syracuse,  Guy Williams
- David and Goliath (1960) Orson Welles
- Defeat of Hannibal, The (1937) a.k.a. Scipione l'Africano
- Defeat of the Barbarians (1962) a.k.a. King Manfred
- Desert Desperadoes (1956) Akim Tamiroff
- Desert Warrior (1957) a.k.a. The Desert Lovers, Ricardo Montalban
- Devil Made a Woman, The (1959) a.k.a. A Girl Against Napoleon
- Devil's Cavaliers, The (1959)
- Dragon's Blood, The (1959) based on the legend of Siegfried
- Duel of Champions (1961) a.k.a. Horatio and Curiazi, Alan Ladd
- El Cid (1961) Sophia Loren, Charlton Heston,  SUA/ Italian film turnat în Italia
- Erik the Conqueror (1961) a.k.a. Gli Invasori/ The Invaders, regizat de Mario Bava, cu Cameron Mitchell
- Esther and the King (1961) Joan Collins, Richard Egan
- Executioner of Venice, The (1963) Lex Barker, Guy Madison
- Fabiola (1948) a.k.a. The Fighting Gladiator
- Falcon of the Desert (1965) a.k.a. The Magnificent Challenge, cu Kirk Morris
- Fall of Rome, The (1961) regizat de Antonio Margheriti
- Fall of the Roman Empire (1964) US production filmat în Spain, Sophia Loren
- Fighting Musketeers, The (1961)
- Fire Over Rome (1963)
- Fury of Achilles, The (1962) Gordon Mitchell
- Fury of the Pagans (1960) a.k.a. Fury of the Barbarians
- Giant of Metropolis, The (1962) Gordon Mitchell (this peplum had a science fiction theme instead of fantasy)
- Giant of the Evil Island (1965) a.k.a. Mystery of the Cursed Island, Peter Lupus
- Giants of Rome (1963) regizat de Antonio Margheriti, cu Richard Harrison
- Giants of Thessaly (1960) regizat de Riccardo Freda
- Gladiator of Rome (1962) a.k.a. Battle of the Gladiators, Gordon Scott
- Gladiators Seven (1962) a.k.a. The Seven Gladiators, Richard Harrison
- Golden Arrow, The (1962) regizat de Antonio Margheriti
- Gold for the Caesars (1963) Jeffrey Hunter
- Golgotha (1935) a.k.a. Behold The Man (made in France)
- Guns of the Black Witch (1961) a.k.a. Terror of the Sea, Don Megowan
- Hannibal (1959) Victor Mature
- Hawk of the Caribbean (1963) a.k.a. The Caribbean Hawk
- Head of a Tyrant, The (1959) a.k.a. Judith and Holophernes
- Helen of Troy (1956) cu Jacques Sernas
- Hero of Babylon (1963) a.k.a. The Beast of Babylon Vs. the Son of Hercules, Gordon Scott
- Hero of Rome (1964) a.k.a. The Colossus of Rome, Gordon Scott
- Herod, the Great (1958)
- Huns, The (1960) a.k.a. Queen of the Tartars
- Invasion 1700 (1962) a.k.a. With Iron and Fire,  a.k.a. With Fire and Sword, a.k.a. Daggers of Blood
- Invincible Gladiator, The (1961) Richard Harrison
- Invincible Swordsman, The (1963)
- Jacob, The Man Who Fought With God (1963)
- Kindar, the Invulnerable (1965) Mark Forest
- King of the Vikings (1964)
- Knight of a Hundred Faces, The (1960) a.k.a. The Silver Knight, a.k.a. Knight of a Thousand Faces, The, cu Lex Barker
- Knights of Terror (1963) a.k.a. Terror of the Red Capes, Tony Russel
- Knight Without a Country (1959) a.k.a. The Faceless Rider
- Knives of the Avenger (1967) a.k.a. Viking Massacre, regizat de Mario Bava
- Last Gladiator, The (1963) a.k.a. Messalina Against the Son of Hercules
- Last of the Vikings (1961) cu Cameron Mitchell, Broderick Crawford
- Legions of the Nile (1959) a.k.a. The Legions of Cleopatra
- Lion of St. Mark, The (1964) Gordon Scott
- Lion of Thebes, The (1964) a.k.a. Helen of Troy, Mark Forest
- Loves of Salammbo, The (1959) a.k.a. Salambo
- Magnificent Gladiator, The (1962) Mark Forest
- Marco Polo (1961) Rory Calhoun
- Marco the Magnificent (1965) Anthony Quinn, Orson Welles
- Mars, God of War (1962) a.k.a. Venus Against the Son of Hercules
- Masked Conqueror, The (1962)
- Masked Man Against the Pirates, The (1965)
- Mask of the Musketeers (1963) a.k.a. Zorro and the Three Musketeers, cu Gordon Scott
- Massacre in the Black Forest (1967) Cameron Mitchell
- Messalina (1960) Belinda Lee
- Michael Strogoff (1956) a.k.a. Revolt of the Tartars
- Mighty Crusaders, The (1957) a.k.a. Jerusalem Set Free, Gianna Maria Canale
- Minotaur, The (1961) a.k.a. Theseus Against the Minotaur, a.k.a. The Warlord of Crete
- Mongols, The (1961) regizat de Riccardo Freda, cu Jack Palance
- Musketeers of the Sea (1960)
- My Son, The Hero (1961) a.k.a. Arrivano i Titani, a.k.a. The Titans
- Mysterious Swordsman, The (1962) Gerard Landry
- Nero and the Burning of Rome (1955) a.k.a. Nero and Messalina
- Night of the Great Attack (1961) a.k.a. Revenge of the Borgias
- Night They Killed Rasputin, The (1960) a.k.a. The Last Czar
- Nights of Lucretia Borgia, The (1959)
- Odyssey, The (1968) Cyclops segment regizat de Mario Bava; Samson Burke played the Cyclops
- Old Testament, The (1962) Brad Harris
- Perseus the Invincible (1962) a.k.a. Medusa Vs. the Son of Hercules
- Pharoah's Woman, The (1960)
- Pia of Ptolomey (1962)
- Pirate and the Slave Girl, The (1959) a.k.a. Scimitar of the Saracen, Lex Barker
- Pirate of the Black Hawk, The (1958) Gerard Landry
- Pirate of the Half Moon (1957)
- Pirates of the Coast (1960) Lex Barker
- Pontius Pilate (1962) Basil Rathbone
- Prince With the Red Mask, The (1955) a.k.a. The Red Eagle
- Prisoner of the Iron Mask, The (1961) a.k.a. The Revenge of the Iron Mask
- Queen for Caesar, A (1962) Gordon Scott
- Queen of Sheba (1953) regizat de Pietro Francisci
- Queen of the Amazons (1960) a.k.a. Colossus and the Amazon Queen
- Queen of the Nile (1961) a.k.a. Nefertiti, Vincent Price
- Queen of the Pirates (1961) a.k.a. The Venus of the Pirates, Gianna Maria Canale
- Queen of the Seas (1961) regizat de Umberto Lenzi
- Quo Vadis (1950) filmat în Italia, Sergio Leone asst. dir.
- Rage of the Buccaneers (1961) a.k.a. Gordon, The Black Pirate, cu Vincent Price
- Rape of the Sabine Women, The (1961) a.k.a. Romulus and the Sabines, Roger Moore
- Red Cloak, The (1955) Bruce Cabot
- Red Sheik, The (1962)
- Revak the Rebel (1960) a.k.a. The Barbarians, Jack Palance
- Revenge of Black Eagle, The (1964) Gianna Maria Canale
- Revenge of Ivanhoe, The (1965) Rik Battaglia
- Revenge of Spartacus, The (1965) a.k.a. Revenge of the Gladiators, Roger Browne
- Revenge of the Barbarians (1960)
- Revenge of the Black Eagle (1951) regizat de Riccardo Freda
- Revenge of the Conquered (1961) a.k.a. Drakut the Avenger
- Revenge of the Gladiators (1961) cu Mickey Hargitay
- Revenge of the Musketeers (1963) a.k.a. Dartagnan vs the Three Musketeers, cu Fernando Lamas
- Revolt of the Barbarians(1964) regizat de Guido Malatesta
- Revolt of the Mercenaries (1961)
- Revolt of the Praetorians (1965) a.k.a. The Invincible Warriors, cu Richard Harrison
- Revolt of the Seven (1964) a.k.a. The Spartan Gladiator, cu Helga Line
- Revolt of the Slaves (1961) Rhonda Fleming
- Robin Hood and the Pirates (1960) Lex Barker
- Roland, the Mighty (1956) a.k.a. Orlando, regizat de Pietro Francisci
- Rome Against Rome (1963) a.k.a. War of the Zombies
- Rome 1585 (1961) a.k.a. The Mercenaries, Debra Paget
- Rover, The (1967) a.k.a The Adventurer, cu Anthony Quinn
- Sack of Rome, The (1953) a.k.a. The Barbarians, a.k.a. The Pagans
- Samson and Gideon (1965) Fernando Rey, Biblical film
- Sandokan Fights Back (1964) a.k.a. Sandokan To the Rescue, a.k.a. The Revenge of Sandokan
- Sandokan Vs The Leopard of Sarawak (1964) a.k.a. Throne of Vengeance
- Saracens, The (1965) a.k.a. The Devil's Pirate, a.k.a. The Flag of Death, cu Richard Harrison
- Saul and David (1964)
- Scheherazade (1963) cu Anna Karina
- Sea Pirate, The (1966) a.k.a. Thunder Over the Indian Ocean, a.k.a. Surcouf, Hero of the Seven Seas
- Secret Mark of D'artagnan, The (1962)
- Secret Seven, The (1965) a.k.a. The Invincible Seven
- Seven From Thebes (1964)
- Seven Rebel Gladiators (1965) a.k.a. Seven Against All, cu Roger Browne
- Seven Revenges, The (1961) a.k.a. The Seven Challenges, a.k.a. Ivan the Conqueror, cu Ed Fury
- Seven Seas to Calais (1961) a.k.a. Sir Francis Drake, King of the Seven Seas, Rod Taylor
- Seven Slaves Against the World (1965) a.k.a. Seven Slaves Against Rome, cu Roger Browne and Gordon Mitchell
- Seven Tasks of Ali Baba, The (1962) a.k.a. Ali Baba and the Sacred Crown
- Seventh Sword, The (1960) Brett Halsey
- 79 A.D., the Destruction of Herculaneum (1962) Brad Harris
- Shadow of Zorro, The (1962)
- Siege of Syracuse, The (1962) Tina Louise
- The Sign of Rome (1959) a.k.a. Sign of the Gladiator, Anita Ekberg
- Sinbad vs the Seven Saracens (1962) Gordon Mitchell
- Sins of Rome (1952) a.k.a. Spartacus, regizat de Riccardo Freda
- Slave Girls of Sheba (1963) cu Linda Cristal
- Slave of Rome (1960) cu Guy Madison
- Slave Queen of Babylon (1962) Yvonne Furneaux
- Slaves of Carthage, The (1956) a.k.a. The Sword and the Cross, Gianna Maria Canale (not to be confused with Mary Magdalene)
- Sodom and Gomorrah (1962) Rosanna Podesta, SUA/Italian film turnat în Italia, co-regizat de Sergio Leone
- Son of Black Eagle (1968)
- Son of Captain Blood (1962)
- Son of Cleopatra, The (1965) Mark Damon
- Son of El Cid, The (1965) a.k.a. 100 Horsemen, Mark Damon
- Son of the Red Corsair (1959) a.k.a. Son of the Red Pirate, Lex Barker
- Son of the Sheik (1961) a.k.a. Kerim, Son of the Sheik, cu Gordon Scott
- Spartacus and the Ten Gladiators (1964) a.k.a. Ten Invincible Gladiators, Dan Vadis
- Spartan Gladiator, The (1965) Tony Russel
- Story of Joseph and his Brethren, The (1960)
- Suleiman the Conqueror (1961)
- Sword and the Cross, The (1958) a.k.a. Mary Magdalene
- Sword of Damascus, The (1964) a.k.a. The Thief of Damascus
- Sword of El Cid, The (1962) a.k.a. The Daughters of El Cid
- Sword of the Conqueror (1961) a.k.a. Rosamund and Alboino, Jack Palance
- Sword of the Empire (1964)
- The Sword of the Rebellion (1964) a.k.a. The Rebel of Castelmonte
- Sword of Zorro, The (1963)
- Swordsman of Siena, The (1961) a.k.a. The Mercenary
- Sword Without A Country (1960) a.k.a. Sword Without a Flag
- Taras Bulba, The Cossack (1963) a.k.a. Plains of Battle
- Tartars, The (1961) Victore Mature
- Taur, the Mighty (1963) a.k.a. Tor the Warrior, a.k.a. Taur, the King of Brute Force, cu Joe Robinson
- Temple of the White Elephant (1965) a.k.a. Sandok, the Giant of the Jungle, a.k.a. Sandok, the Maciste of the Jungle (not a Maciste film however, in spite of the alternate title)
- Ten Gladiators, The (1963) Dan Vadis
- Terror of the Black Mask (1963) a.k.a. The Invincible Masked Rider
- Terror of the Red Mask (1960) Lex Barker
- Terror of the Steppes (1964) a.k.a. The Mighty Khan, Kirk Morris
- Tharus, Son of Attila (1962) a.k.a. Colossus and the Huns, Ricardo Montalban
- Theodora, Slave Empress (1954) regizat de Riccardo Freda
- Thor and the Amazon Women (1963) Joe Robinson
- Three Hundred Spartans, The (1963) Richard Egan, SUA film filmat în Greece using Italian screenwriters
- Three Swords for Rome (1965) Roger Browne
- Three Swords of Zorro, The (1963)
- Tiger of the Seven Seas (1963)
- Treasure of the Petrified Forest, The (1965) Gordon Mitchell
- Triumph of Robin Hood (1962) cu Samson Burke
- Triumph of the Ten Gladiators (1965) Dan Vadis
- Two Gladiators, The (1964) a.k.a. Fight or Die, cu Richard Harrison
- Tyrant of Castile, The (1964) Mark Damon
- Ulysses (1954) Dino De Laurentiis, Kirk Douglas, Anthony Quinn
- Vulcan, Son of Jupiter (1960) Gordon Mitchell
- War Goddess, The (1973) a.k.a. The Bare-Breasted Warriors, regizat de Terence Young
- War Gods of Babylon (1962) a.k.a. The Seventh Thunderbolt, a.k.a. The Seven Glories of Assur
- Warrior and the Slave Girl, The (1958) a.k.a. The Revolt of the Gladiators, Gianna Maria Canale
- Warrior Empress, The (1960) a.k.a. Sappho, Venus of Lesbos, Kerwin Matthews, Tina Louise
- Wonders of Aladdin, The (1961) Donald O'Connor
- Zorikan the Barbarian (1964) Dan Vadis
- Zorro in the Court of Spain (1962) a.k.a. The Masked Conqueror

### Filme cu gladiatori
- Alone Against Rome (1962) a.k.a. Vengeance of the Gladiators
- Challenge of the Gladiator (1965) cu Peter Lupus (aka Rock Stevens)
- Fabiola (1948) aka The Fighting Gladiator
- Gladiator of Rome (1962) a.k.a. Battle of the Gladiators, cu Gordon Scott
- Gladiators Seven (1962) a.k.a. The Seven Gladiators, cu Richard Harrison
- Invincible Gladiator, The (1961) Richard Harrison
- Last Gladiator, The (1963) a.k.a. Messalina Against the Son of Hercules
- Maciste, Gladiator of Sparta  (1964)  a.k.a. Terror of Rome Against the Son of Hercules
- Revenge of Spartacus, The (1965) a.k.a. Revenge of the Gladiators, cu Roger Browne
- Revenge of the Gladiators (1961) cu Mickey Hargitay
- Revolt of the Seven (1964) a.k.a. The Spartan Gladiator, cu Tony Russel & Helga Line
- Revolt of the Slaves (1961) Rhonda Fleming
- Seven Rebel Gladiators (1965) a.k.a. Seven Against All, cu Roger Browne
- Seven Slaves Against the World (1965) a.k.a. Seven Slaves Against Rome, a.k.a. The Strongest Slaves in the World, cu Roger Browne & Gordon Mitchell
- Sins of Rome (1952) a.k.a. Spartacus, regizat de Riccardo Freda
- Slave, The (1962) a.k.a. Son of Spartacus,  Steve Reeves
- Spartacus and the Ten Gladiators (1964) a.k.a. Ten Invincible Gladiators,  Dan Vadis
- Spartan Gladiator, The (1965) Tony Russel
- Ten Gladiators, The (1963)  Dan Vadis
- Triumph of the Ten Gladiators (1965)  Dan Vadis
- Two Gladiators, The (1964) a.k.a. Fight or Die,  Richard Harrison
- Ursus, the Rebel Gladiator (1963) a.k.a. Rebel Gladiators,  Dan Vadis
- Warrior and the Slave Girl, The (1958) a.k.a. The Revolt of the Gladiators, Gianna Maria Canale

### Roma antică
- Amazons of Rome (1961) a.k.a. Virgins of Rome, The
- Brennus, Enemy of Rome (1964) a.k.a. Battle of the Valiant, Gordon Mitchell
- Caesar Against the Pirates (1962) Gordon Mitchell
- Caesar, the Conquerer (1963) Cameron Mitchell, Rik Battaglia
- Carthage in Flames (1960)
- Centurion The (1962) a.k.a. The Conqueror of Corinth
- Colossus of Rhodes, The (1960) regizat de Sergio Leone
- Constantine and the Cross (1960) a.k.a. Constantine the Great
- Coriolanus: Hero without a Country (1963) Gordon Scott
- Duel of Champions (1961) a.k.a. Horatio and Curiazi, Alan Ladd
- Duel of the Titans (1962) a.k.a. Romulus and Remus, Steve Reeves, Gordon Scott
- Fall of Rome, The (1961) regizat de Antonio Margheriti
- Fire Over Rome (1963)
- Giants of Rome (1963) regizat de Antonio Margheriti, cu Richard Harrison
- Gold for the Caesars (1963) Jeffrey Hunter
- Hannibal (1959) Victor Mature
- Hero of Rome (1964) a.k.a. The Colossus of Rome, Gordon Scott
- Last Days of Pompeii (1959) Steve Reeves
- Loves of Salammbo, The (1959)
- Massacre in the Black Forest (1967) Cameron Mitchell
- Messalina (1960)
- Nero and the Burning of Rome (1955) a.k.a. Nero and Messalina
- Quo Vadis (1950) assistant director Sergio Leone
- Rape of the Sabine Women, The (1961) Roger Moore
- Revenge of Spartacus, The (1965) Roger Browne
- Revenge of the Barbarians (1960)
- Revolt of the Praetorians (1965) Richard Harrison
- Rome Against Rome (1963) a.k.a. War of the Zombies
- The Secret Seven (1965) a.k.a. The Invincible Seven
- 79 A.D., the Destruction of Herculaneum (1962) Brad Harris
- The Sign of Rome (1959) a.k.a. Sign of the Gladiator, Anita Ekberg
- Sins of Rome (1952) a.k.a. Spartaco, regizat de Riccardo Freda
- The Slave of Rome (1960) cu Guy Madison
- Slaves of Carthage, The (1956) a.k.a. The Sword and the Cross, Gianna Maria Canale (not to be confused with Mary Magdalene)
- Theodora, Slave Empress (1954) regizat de Riccardo Freda
- Three Swords for Rome (1965) Roger Browne

### Mitologie greacă
- The Avenger (1962) a.k.a. Legend of Aeneas,  Steve Reeves
- Alexander The Great (1956) SUA film with music score by Mario Nascimbene
- Antigone (1961) a.k.a. Rites for the Dead, a Greek production
- Bacchantes, The (1961)
- Battle of the Amazons (1973) a.k.a. Amazons: Women of Love and War, a.k.a. Beauty of the Barbarian (regizat de Alfonso Brescia)
- The Colossus of Rhodes (1961) regizat de Sergio Leone
- Conqueror of Atlantis (1965) cu Kirk Morris
- Damon and Pythias (1962) Guy Williams
- Fury of Achilles (1962) Gordon Mitchell
- Giant of Marathon (1959) (The Battle of Marathon)  Steve Reeves
- Giants of Thessaly (1960) regizat de Riccardo Freda
- Helen of Troy (1956) regizat de Robert Wise
- Hercules Challenges Samson (1963) a.k.a. Hercules, Samson and Ulysses
- The Lion of Thebes (1964) a.k.a. Helen of Troy, Mark Forest
- Mars, God of War (1962) a.k.a. Venus Against the Son of Hercules
- The Minotaur (1961) a.k.a. Theseus Against the Minotaur, a.k.a. The Warlord of Crete
- My Son, The Hero (1961) a.k.a. Arrivano i Titani, a.k.a. The Titans
- The Odyssey (1968) Cyclops segment regizat de Mario Bava; Samson Burke played Polyphemus the Cyclops
- Perseus the Invincible (1962) a.k.a. Medusa Vs. the Son of Hercules
- Queen of the Amazons (1960) a.k.a. Colossus and the Amazon Queen
- Seven from Thebes (1964) André Lawrence
- Siege of Syracuse, The (1962) Tina Louise
- Treasure of the Petrified Forest, The (1965) Gordon Mitchell (plot involves Amazons)
- Trojan Horse, The (1961) a.k.a. The Trojan War, Steve Reeves
- Ulysses (1954) cu Kirk Douglas and Anthony Quinn
- Vulcan, Son of Jupiter (1960) Gordon Mitchell
- Warrior Empress, The (1960) a.k.a. Sappho, Venus of Lesbos, Kerwin Matthews, Tina Louise

### Filme cu barbari/vikingi
- Attack of the Normans (1962) a.k.a. The Normans, Cameron Mitchell
- Attila (1954) regizat de Pietro Francisci, Anthony Quinn, Sophia Loren
- Cossacks, The (1959)
- Defeat of the Barbarians (1962) a.k.a. King Manfred
- Erik the Conqueror (1961) a.k.a. The Invaders, regizat de Mario Bava, cu Cameron Mitchell
- Fury of the Pagans (1960) a.k.a. Fury of the Barbarians
- Goliath and the Barbarians (1959) a.k.a. Terror of the Barbarians, Steve Reeves
- Huns, The (1960) a.k.a. Queen of the Tartars
- Invasion 1700 (1962)(a.k.a. With Iron and Fire,  a.k.a. With Fire and Sword, a.k.a. Daggers of Blood)
- King of the Vikings (1964)
- Knives of the Avenger (1966) Cameron Mitchell
- Last of the Vikings (1961) cu Cameron Mitchell & Broderick Crawford
- Marco Polo (1961) Rory Calhoun
- Marco the Magnificent (1965) Anthony Quinn, Orson Welles
- Michael Strogoff (1956) a.k.a. Revolt of the Tartars
- Mongols, The (1961) regizat de Riccardo Freda, cu Jack Palance
- Revak the Rebel (1960) a.k.a. The Barbarians, Jack Palance
- Revolt of the Barbarians(1964) regizat de Guido Malatesta
- Roland, the Mighty (1956) regizat de Pietro Francisci
- Saracens, The (1965) a.k.a. The Devil's Pirate, a.k.a. The Flag of Death
- Seven Revenges, The (1961) a.k.a. The Seven Challenges, a.k.a. Ivan the Conqueror, cu Ed Fury
- Suleiman the Conqueror (1961)
- Sword of the Conqueror (1961) a.k.a. Rosamund and Alboino, Jack Palance
- Sword of the Empire (1964)
- Taras Bulba, The Cossack (1963) a.k.a. Plains of Battle
- Tartars, The (1961) Victor Mature
- Terror of the Steppes (1963) a.k.a. The Mighty Khan, stars Kirk Morris
- Tharus, Son of Attila (1962) a.k.a. Colossus and the Huns, Ricardo Montalban
- Zorikan the Barbarian (1964) Dan Vadis

### Filme cu pirați
- Adventurer of Tortuga (1965) cu Guy Madison
- Adventures of Mandrin, The (1960) a.k.a. Captain Adventure
- Adventures of Scaramouche, The (1963) a.k.a. The Mask of Scaramouche, Gianna Maria Canale
- Attack of the Moors (1959) a.k.a. The Kings of France
- Avenger of the Seven Seas (1961) a.k.a. Executioner of the Seas, Richard Harrison
- Avenger of Venice, The (1963) regizat de Riccardo Freda, cu Brett Halsey
- Balboa, Conquistador of the Pacific (1964)
- Behind the Mask of Zorro (1966) a.k.a. The Oath of Zorro, Tony Russel
- Black Archer, The (1959) Gerard Landry
- Black Devil, The (1957) Gerard Landry
- Black Duke, The (1963) Cameron Mitchell
- Black Lancers, The (1962) a.k.a. Charge of the Black Lancers,  Mel Ferrer
- Captain from Toledo, The (1966)
- Captain of Iron, The (1962) a.k.a. Revenge of the Mercenaries, Barbara Steele
- Captain Phantom (1953)
- Captains of Adventure (1961) cu Paul Muller & Gerard Landry
- Caribbean Hawk, The (1963) Yvonne Monlaur
- Castillian, The (1963) Cesare Romero, SUA/Spanish co-production
- Catherine of Russia (1962) regizat de Umberto Lenzi
- Cavalier In Devil’s Castle (1959) a.k.a. Cavalier of Devil's Island
- Conqueror of Maracaibo, The (1961)
- Count of Monte Cristo, The (1962) Louis Jourdan
- Devil Made a Woman, The (1959) a.k.a. A Girl Against Napoleon
- Devil's Cavaliers, The (1959) a.k.a. The Devil's Riders
- El Cid (1961) Sophia Loren, Charlton Heston,  SUA/ Italian film turnat în Italia
- Executioner of Venice, The (1963) Lex Barker, Guy Madison
- Fighting Musketeers, The (1961)
- Giant of the Evil Island (1965) a.k.a. Mystery of the Cursed Island, Peter Lupus
- Goliath and the Masked Rider (1964) a.k.a. Hercules and the Masked Rider,  Alan Steel
- Guns of the Black Witch (1961) a.k.a. Terror of the Sea, Don Megowan
- Hawk of the Caribbean (1963)
- Invincible Swordsman, The (1963)
- Knight of a Hundred Faces, The (1960) a.k.a. The Silver Knight, cu Lex Barker
- Knights of Terror (1963) a.k.a. Terror of the Red Capes, Tony Russel
- Knight Without a Country (1959) a.k.a. The Faceless Rider
- Lion of St. Mark, The (1964) Gordon Scott
- Masked Conqueror, The (1962)
- Mask of the Musketeers (1963) a.k.a. Zorro and the Three Musketeers, cu Gordon Scott
- Michael Strogoff (1956) a.k.a. Revolt of the Tartars
- Morgan, the Pirate (1960) Steve Reeves
- Musketeers of the Sea (1960)
- Mysterious Swordsman, The (1962)
- Night of the Great Attack (1961) a.k.a. Revenge of the Borgias
- Night They Killed Rasputin, The (1960) a.k.a. The Last Czar
- Nights of Lucretia Borgia, The (1959)
- Pirate and the Slave Girl, The (1959) Lex Barker
- Pirate of the Black Hawk, The (1958)
- Pirate of the Half Moon (1957)
- Pirates of the Coast (1960) Lex Barker
- Prince With the Red Mask, The (1955) a.k.a. The Red Eagle
- Prisoner of the Iron Mask, The (1961) a.k.a. The Revenge of the Iron Mask
- Queen of the Pirates (1961) a.k.a. The Venus of the Pirates, Gianna Maria Canale
- Queen of the Seas (1961) regizat de Umberto Lenzi
- Rage of the Buccaneers (1961) a.k.a. Gordon, The Black Pirate, cu Vincent Price
- Red Cloak, The (1955) Bruce Cabot
- Revenge of Ivanhoe, The (1965) Rik Battaglia
- Revenge of the Black Eagle (1951) regizat de Riccardo Freda
- Revenge of the Musketeers (1963) a.k.a. Dartagnan vs the Three Musketeers, Fernando Lamas
- Revenge of Spartacus, The (1965) Roger Browne
- Revolt of the Mercenaries (1961)
- Robin Hood and the Pirates (1960) Lex Barker
- Roland, the Mighty (1956) regizat de Pietro Francisci
- Rome 1585 (1961) a.k.a. The Mercenaries, Debra Paget, set in the 1500s
- Rover, The (1967) a.k.a The Adventurer, cu Anthony Quinn
- The Sack of Rome (1953) a.k.a. The Barbarians, a.k.a. The Pagans (set in the 1500s)
- Samson vs the Black Pirate (1963) a.k.a. Hercules and the Black Pirate, Alan Steel
- Samson vs The Pirates (1963) a.k.a. Samson and the Sea Beast, Kirk Morris
- Sandokan Fights Back (1964) a.k.a. Sandokan To the Rescue, a.k.a. The Revenge of Sandokan, Guy Madison
- Sandokan the Great (1964) a.k.a. Sandokan, the Tiger of Mompracem,  Steve Reeves
- Sandokan, the Pirate of Malaysia (1964)  a.k.a. Pirates of Malaysia, a.k.a. Pirates of the Seven Seas, Steve Reeves, regizat de Umberto Lenzi
- Sandokan Vs The Leopard of Sarawak (1964) a.k.a. Throne of Vengeance, Guy Madison
- Saracens, The (1965) a.k.a. The Devil's Pirate, a.k.a. The Flag of Death, cu Richard Harrison
- Sea Pirate, The (1966) a.k.a. Thunder Over the Indian Ocean, a.k.a. Surcouf, Hero of the Seven Seas
- Secret Mark of D'artagnan, The (1962)
- Seven Seas to Calais (1961) a.k.a. Sir Francis Drake, King of the Seven Seas, Rod Taylor
- Seventh Sword, The (1960) Brett Halsey
- Shadow of Zorro, The (1962)
- Son of Black Eagle (1968)
- Son of Captain Blood (1962)
- Son of El Cid, The (1965) Mark Damon
- Son of the Red Corsair (1959) a.k.a. Son of the Red Pirate, Lex Barker
- Sword of Rebellion, The (1964) a.k.a. The Rebel of Castelmonte
- Sword of Zorro, The (1963)
- Swordsman of Siena, The (1961) a.k.a. The Mercenary
- Sword Without A Country (1960) a.k.a. Sword Without a Flag
- Terror of the Black Mask (1963) a.k.a. The Invincible Masked Rider
- Terror of the Red Mask (1960) Lex Barker
- Three Swords of Zorro, The (1963)
- Tiger of the Seven Seas (1963)
- Triumph of Robin Hood (1962) cu Samson Burke
- Tyrant of Castile, The (1964) Mark Damon
- The White Warrior (1959) a.k.a. Hadji Murad, the White Devil, Steve Reeves
- Zorro in the Court of Spain (1962) a.k.a. The Masked Conqueror

### Filme biblice
- Agony and the Ecstasy, The (1965) Charlton Heston, Dino de Laurentiis,  SUA/ Italian film turnat în Italia
- Barabbas (1961) Dino deLaurentiis, Anthony Quinn, filmat în Italia
- Bible, The (1966) (a.k.a. La Bibbia, Dino de Laurentiis, John Huston, filmat în Italia
- David and Goliath (1960) Orson Welles
- Desert Desperadoes (1956) plot involves King Herod
- Esther and the King (1961) Joan Collins, Richard Egan
- Head of a Tyrant, The (1959)
- Herod the Great (1958) Edmund Purdom
- Jacob, the Man Who Fought with God (1964) Giorgio Cerioni
- Mighty Crusaders, The (1957) a.k.a. Jerusalem Set Free, Gianna Maria Canale
- Old Testament, The'' (1962) Brad Harris
- Pontius Pilate (1962) Jean Marais
- Queen of Sheba (1952) Leonora Ruffo
- Samson and Gideon (1965) Fernando Rey
- Saul and David (1963) Gianni Garko
- Sodom and Gomorrah (1962) Rosanna Podesta, SUA/ Italian film turnat în Italia
- Story of Joseph and his Brethren, The (1960)
- Sword and the Cross, The (1958) a.k.a. Mary Magdalene,  Gianna Maria Canale

### Filme despre Egiptul antic
Filme inspirate de realizarea la Roma a filmului Cleopatra cu Elizabeth Taylor.
- Cleopatra's Daughter (1960) cu Debra Paget
- Legions of the Nile (1959) cu Linda Cristal
- Pharoah's Woman, The (1960) with John Drew Barrymore
- Queen for Caesar, A (1962) Gordon Scott
- Queen of the Nile (1961)  a.k.a. Nefertiti,  Vincent Price
- Son of Cleopatra  (1964) Mark Damon

### Filme despre Babilon/Orientul Mijlociu
- Anthar, The Invincible (1964) a.k.a. Devil of the Desert Against the Son of Hercules, cu Kirk Morris, regizat de Antonio Margheriti
- Desert Warrior (1957) a.k.a. The Desert Lovers, Ricardo Montalban
- Falcon of the Desert (1965) a.k.a. The Magnificent Challenge, cu Kirk Morris
- Golden Arrow, The (1962) regizat de Antonio Margheriti
- Goliath at the Conquest of Baghdad (1964) a.k.a. Goliath at the Conquest of Damascus, Peter Lupus
- Goliath and the Rebel Slave (1963) a.k.a. The Tyrant of Lydia Vs. The Son of Hercules, Gordon Scott
- Goliath and the Sins of Babylon  (1963) a.k.a. Maciste, the World's Greatest Hero, Mark Forest
- Hercules and the Tyrants of Babylon (1964)
- Hero of Babylon (1963) a.k.a. The Beast of Babylon Vs. the Son of Hercules, Gordon Scott
- Kindar, the Invulnerable (1965) Mark Forest
- Queen of Sheba (1953) regizat de Pietro Francisci
- Red Sheik, The (1962)
- Scheherazade (1963) cu Anna Karina
- Seven Tasks of Ali Baba, The (1962) a.k.a. Ali Baba and the Sacred Crown, cu Richard Lloyd
- Sinbad vs the Seven Saracens (1962) a.k.a. Ali Baba and the Seven Saracens, cu Gordon Mitchell
- Slave Girls of Sheba (1963) cu Linda Cristal
- Slave Queen of Babylon (1962) Yvonne Furneaux
- Son of the Sheik (1961) a.k.a. Kerim, Son of the Sheik, cu Gordon Scott
- Sword of Damascus, The (1964) a.k.a. The Thief of Damascus
- Thief of Baghdad, The (1961) Steve Reeves
- War Gods of Babylon (1962) aka The Seventh Thunderbolt
- Wonders of Aladdin, The (1961) Donald O'Connor

## Filme de sabie și sandale din anii 1980
După ce, începând cu 1965, filmele pepla au fost înlocuite de filmele europene cu spioni (Eurospy) și de cele western spaghetti, genul a fost inactiv timp de aproape 20 de ani. Apoi, în 1982, succesul de box-office al filmului cu Arnold Schwarzenegger, Conan Barbarul, a stimulat o a doua renaștere a genului italian pepla de sabie și vrăjitorie în următorii cinci ani. Majoritatea filmelor din această perioadă aveau bugete mici, concentrându-se mai mult pe filme cu barbari și pirați, pentru a evita decorurile scumpe. Realizatorii filmelor au încercat să compenseze aceste neajunsuri prin adăugarea unor elemente grafice  gore și nuditate. Multe dintre aceste filme din anii 1980 au fost regizate de către regizori italieni notabili de filme de groază cum ar fi Lou Ferrigno ori Sabrina Siani. Mai jos este o listă de filme pepla din anii 1980:
- Ator, the Fighting Eagle (1983) a.k.a. Ator l'invincibile, cu Miles O'Keefe & Sabrina Siani, regia Joe D’Amato
- Ator l'invincibile 2 (1985) a.k.a. Blademaster, cu Miles O’Keefe, regia  Joe D’Amato
- Ator il guerriero di ferro (1986) a.k.a. Iron Warrior, cu Miles O'Keefe, regia Alfonso Brescia
- Ator 4: Quest for the Mighty Sword (1989) a.k.a. The Quest for the Mighty Sword,  cu Eric Allan Kramer (ca Fiul lui Ator), Laura Gemser & Marisa Mell, regia  Joe D'Amato
- Barbarian Master (1984) a.k.a. Sangraal, the Sword of Fire, a.k.a. Sword of the Barbarians,  cu Sabrina Siani
- The Barbarians and Co. (1987) a.k.a. The Barbarians, semi-comedie cu Peter și David Paul, regia Ruggero Deodato
- Conqueror of the World (1983) a.k.a. I padroni del mondo / Fathers of the World, a.k.a. Master of the World (film cu barbari cu acțiunea în preistorie)
- Conquest (1983) a.k.a. Conquest of the Lost Land, cu Sabrina Siani, regia Lucio Fulci
- Hercules (1983) cu Lou Ferrigno și Sybil Danning,  regia Luigi Cozzi
- Hercules 2  (1984) a.k.a. The Adventures of Hercules,  cu Lou Ferrigno, regia Luigi Cozzi
- The Invincible Barbarian (1982) aka Gunan, the Warrior, cu Sabrina Siani,  regia Franco Prosperi
- Ironmaster  (1983) a.k.a. The War of Iron, cu Luigi Montefiore, regia Umberto Lenzi
- Seven Magnificent Gladiators (1985) cu Lou Ferrigno și Dan Vadis
- She (1983) cu Sandahl Bergman și Gordon Mitchell
- Sinbad of the Seven Seas (1988) cu Lou Ferrigno, regia Luigi Cozzi
- Thor il conquistatore (Thor cuceritorul) (1983) regia Tonino Ricci
- Il trono di fuoco (Tronul de foc) (1983) cu Sabrina Siani, regia Franco Prosperi